# ريكس ميرفي
ريكس ميرفي هو مقدم برامج إذاعية كندي، ولد في 1 مارس 1947 في كربونير ‏ في كندا.